# Archival Disc
Archival Disc (abreviado como AD) é uma marca comercial da Sony Corporation em conjunto com a Panasonic Corporation que descreve um meio de armazenamento por disco óptico projetado para o armazenamento de informações digital de longo prazo.
Anunciado pela primeira vez em 10 de março de 2014, o Archival Disc é capaz de suportar as mudanças de temperatura e umidade, além de resistir a poeira e água, com a garantia de que possa ser lido por pelo menos 50 anos. Ele seria apresentado no segundo trimestre de 2015, o que não aconteceu. O acordo entre a Sony e a Panasonic para desenvolverem em conjunto a próxima geração de mídia óptica padrão foi anunciado pela primeira vez em 29 de julho de 2013.
Os discos foram produzidos em massa pela Panasonic em 2016.

## Armazenamento
Os discos são projetados para manter 300 gigabytes, a segunda versão armazena até 500 gigabytes e a terceira até um terabyte de dados.
Uma mídia para uso profissional proposta pela Sony, planeja usar o Achival Disc com o Optical Disc Archive em uma gama de produtos de arquivo profissional. O objetivo da empresa é criar uma mídia de armazenamento com 6TB. Uma versão do Archival Disc foi projetada para uso em datacenters.

## Especificações
O padrão do disco utilizar as tecnologias de processamento de sinais tais como campo de trilha estreita (tecnologia de cancelamento crosstalk), alta densidade linear, cancelamento de interferência inter-símbolo e gravação multi-nível.
A estrutura do disco é dupla face, com três camadas de cada lado e um formato de terra e groove. O passo da pista é 0,225 mM, o comprimento dos bits de dados é 79,5 nm e o padrão irá utilizar o método de detecção de erro de Reed-Solomon Code.